# Зигмунд II фон Лупфен-Щюлинген
Зигмунд II фон Лупфен-Щюлинген (на немски: Sigmund II von Lupfen-Stühlingen; * 31 януари 1461; † 28 декември 1526) от стария благороднически швабски род на графовете на Лупфен, е граф на Лупфен и ландграф на Щюлинген в Баден-Вюртемберг, господар на Хоенландсберг и Бондорф.
Той е големият син на граф Зигмунд I фон Лупфен-Щюлинген († 1494) и втората му съпруга Катарина фон Мач († сл. 1484), дъщеря на граф Улрих IX фон Мач, бургграф на Кирхберг (1408 – 1481) и Агнес фон Кирхберг († 1472). Внук е на граф Йохан I фон Лупфен-Щюлинген († 1436) и Елизабет фон Ротенбург († 1420). Правнук е на ландграф Еберхард IV фон Лупфен-Щюлинген († 1380) и Урсула фон Хоенберг-Ротенбург († сл. 1380).
Брат му Хайнрих III фон Лупфен-Щюлинген (1462 – 1521) е граф на Лупфен, ландграф на Щюлинген, господар на Хевен и Енген.
Зигмунд II фон Лупфен умира на 65 години на 28 декември 1526 г. и е погребан в Енген, Хегау.

## Фамилия
Зигмунд II фон Лупфен се жени 1501 г. за Клеменция фон Монфор († сл. 6 октомври 1528), дъщеря на граф Вилхелм VII фон Монфор-Верденберг, Тетнанг, Тогенбург († 1483) и Клемента фон Хевен († сл. 1509). Те имат една дъщеря:
- Катарина фон Лупфен (* 29 януари 1486; † 7 юни 1521 в Енген бременна от падане от коня ѝ), омъжена на 7 юни 1521 г. в Енген, Констанц за граф Вилхелм Вернер фон Цимерн (* 6 януари 1485; † 6 януари 1575)